# 위 식도 역류병

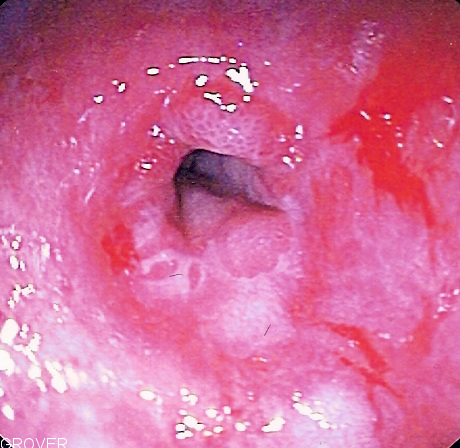

위 식도 역류병(GERD, gastroesophageal reflux disease)은 식도 하부 괄약근의 수축력 약화로 인해 위의 내용물과 위산이 거꾸로 올라와 속쓰림 등의 증상이 나타나게 되는 병이다. 약물, 알코올, 흡연, 고지방 식사 등은 식도 하부의 괄약근 압력을 저하시켜 식도 역류를 악화시키며, 박하류나 카페인 등 식도 점막에 자극을 줄 수 있는 음식도 피하는 것이 좋다. 이외에도 복부에 압력이 증가하는 상황이나 해부학적인 이상을 가지고 있는 경우(식도열공 헤르니아, hiatal hernia)에 흔히 발생한다. 위 식도 역류병이 만성화되면 식도염을 유발하여 식도에 궤양과 출혈을 일으키게 되고, 이는 식도협착 및 식도암 등을 초래할 수 있다.

## 원인
- 임신, 비만, 과식 등으로 인한 복부 압력 증가
- 과다한 위산 분비
- 식도 운동 이상
- 식도열공 헤르니아(hiatal hernia)
- 위, 식도 수술 환자

## 치료
위 식도 역류병의 치료는 생활양식의 변경, 약물, 또 필요한 경우 수술이 동반될 수 있다. 초기 치료는 오메프라졸과 같은 양성자 펌프 억제제를 종종 사용하게 된다.

## 같이 보기
- 식도이완불능증

## 참고 문헌
- 이기완 외, 《식사요법》, 수학사, 2009, 52-53쪽.